# سمنة الصخور (جنس)
 سمنة الصخور  (الاسم العلمي: Monticola) (بالإنجليزية: Rock Thrush)‏، هو جنس ينتمي إلى صائدة الذباب (فصيلة: Muscicapidae) وهو جنس يضم 13 نوع

## التغذية
تتغذى على الحشرات والسحالي والثعابين وبعض الفواكه والثمار.